# Paulino Martínez
Paulino Martínez Soria (Albacete, 14 de agosto de 1973) es un exfutbolista y entrenador español. Actualmente, está dirigiendo como segundo entrenador a la S.D. Oyonesa de 3ªRFEF del grupo de La Rioja.

## Trayectoria
El delantero, de 82 kilos y 1,83 m, ha pasado por todas las categorías del fútbol español. Llegó a jugar en Primera división con el Atlético de Madrid en la temporada 94/95, procedente del Yeclano. Previamente había jugado en el Melilla de 2ª B, y en el Albacete B y Águilas en Tercera. Después de jugar en Primera, pasó por Atlético Marbella, Atlético B y Ourense en Segunda; Manchego, Logroñés, Cultural Leonesa, Universidad de Las Palmas, Portuense, Palencia y Villanovense en Segunda B.
Su mejor temporada fue en la 2003/04, donde en la Cultural anotó 28 tantos en los más de 3.000 minutos que jugó. En las últimas 13 temporadas ha sumado 24.616 minutos en 356 partidos, habiendo superado la centena de goles (casi todos en Segunda B). Aunque se formó en las categorías inferiores del Alba, sólo en dos temporadas jugó en el equipo blanco (15 y 25 partidos en las temporadas 92/93 y 93/94, habiendo materializado 20 goles en total).

## Clubes y estadísticas
| Club                      | País   | Año       | Competición | Liga  | Liga  | Copa  | Copa  | Promoción de ascenso | Promoción de ascenso |
| Club                      | País   | Año       | Competición | Part. | Goles | Part. | Goles | Part.                | Goles                |
| ------------------------- | ------ | --------- | ----------- | ----- | ----- | ----- | ----- | -------------------- | -------------------- |
| UD Melilla                | España | 1992-1993 | Segunda B   | 6     | 3     |       |       |                      |                      |
| Albacete B                | España | 1992-1993 | Tercera     | 15    | 8     |       |       |                      |                      |
| Albacete Balompié         | España | 1993-1994 | Tercera     | 25    | 12    |       |       |                      |                      |
| Águilas CF                | España | 1993-1994 | Tercera     | 16    | 10    |       |       |                      |                      |
| Yeclano CF                | España | 1994-1995 | Segunda B   | 17    | 15    |       |       |                      |                      |
| Atlético de Madrid        | España | 1994-1995 | Primera     | 5     | 0     |       |       |                      |                      |
| Atlético Marbella         | España | 1995-1996 | Segunda     | 15    | 1     |       |       |                      |                      |
| CD Manchego               | España | 1996-1997 | Segunda B   | 24    | 8     |       |       |                      |                      |
| Atlético de Madrid B      | España | 1997-1998 | Segunda     | 16    | 3     |       |       |                      |                      |
| CD Ourense                | España | 1998-1999 | Segunda     | 19    | 3     |       |       |                      |                      |
| Albacete B                | España | 1998-1999 | Tercera     | 4     | 2     |       |       |                      |                      |
| UD Melilla                | España | 1999-2000 | Segunda B   | 28    | 12    |       |       |                      |                      |
| AD Ceuta                  | España | 2000-2001 | Segunda B   | 30    | 6     | 3     | 1     | 6                    | 1                    |
| CD Logroñés               | España | 2001-2002 | Segunda B   | 27    | 4     | 2     | 0     |                      |                      |
| CD Logroñés               | España | 2002-2003 | Segunda B   | 35    | 18    | 5     | 2     |                      |                      |
| Cultural Leonesa          | España | 2003-2004 | Segunda B   | 36    | 21    | 4     | 1     | 6                    | 7                    |
| Cultural Leonesa          | España | 2004-2005 | Segunda B   | 34    | 14    | 2     | 1     |                      |                      |
| Cultural Leonesa          | España | 2005-2006 | Segunda B   | 15    | 3     |       |       |                      |                      |
| Universidad de Las Palmas | España | 2005-2006 | Segunda B   | 18    | 6     | 2     | 0     |                      |                      |
| Universidad de Las Palmas | España | 2006-2007 | Segunda B   | 34    | 7     | 2     | 0     | 1                    | 0                    |
| RC Portuense              | España | 2007-2008 | Segunda B   | 28    | 5     | 3     | 0     |                      |                      |
| CF Palencia               | España | 2008-2009 | Tercera     | 25    | 22    |       |       | 2                    | 1                    |
| CF Palencia               | España | 2009-2010 | Segunda B   | 35    | 10    | 2     | 1     | 2                    | 0                    |
| CF Palencia               | España | 2010-2011 | Segunda B   | 36    | 7     | 1     | 1     |                      |                      |
| CF Villanovense           | España | 2011-2012 | Segunda B   | 32    | 9     | 1     | 0     |                      |                      |
| CF Villanovense           | España | 2012-2013 | Segunda B   | 33    | 2     |       |       |                      |                      |

## Clubes como entrenador
| Club                 | País   | Año             |
| -------------------- | ------ | --------------- |
| Atlético Astorga     | España | 2015-2017       |
| Palencia C.F. S.A.D. | España | 2021-Actualidad |

## Palmarés

### Campeonatos nacionales
| Título           | Club                      | País   | Año  |
| ---------------- | ------------------------- | ------ | ---- |
| Segunda B        | Universidad de Las Palmas | España | 2006 |
| Tercera División | CF Palencia               | España | 2009 |